# Ljuba Tadić
Pour les articles homonymes, voir Tadić.
Ljubomir « Ljuba » Tadić (en serbe cyrillique : Љубомир Тадић Љуба), né à Uroševac (Yougoslavie, actuellement au Kosovo) le 31 mai 1929 et mort à Belgrade (Serbie-et-Monténégro) le 28 octobre 2005, est un acteur serbe.

## Biographie
Ljuba Tadić fait ses débuts au cinéma en 1953, mais son premier rôle mémorable se situe en 1957 dans le film Ce n'était pas en vain (Nije bilo uzalud) où, comme dans beaucoup d'autres, il joue un rôle de méchant. Il continue ensuite à interpréter principalement des personnages historiques.
Ljuba Tadić est inhumé au Nouveau cimetière de Belgrade dans l'allée des citoyens méritants.

## Filmographie partielle

### Au cinéma
- 1957 : Ce n'était pas en vain (Nije bilo uzalud)
- 1961 : Lady Macbeth sibérienne
- 1962 : La Steppe (La steppa) d'Alberto Lattuada
- 1967 : Le Matin (Jutro) de Mladomir Puriša Đorđević
- 1967 : Bomba u 10 i 10 de Časlav Damjanović : André
- 1968 : L'Enfer avant la mort (Comandamenti per un gangster) d'Alfio Caltabiano
- 1972 : Le Maître et Marguerite (Il maestro e Margherita) : Ponzzije Pilat
- 1973 : La Cinquième Offensive (Sutjeska), de Stipe Delić
- 1977 : L'Odeur des fleurs des champs (Miris poljskog cveca) de Srđan Karanović
- 1980 : Traitement Spécial de Goran Paskaljević
- 1989 : Le Temps des miracles (Vreme čuda) de Goran Paskaljević
- 1998 : Baril de poudre de Goran Paskaljević

### À la télévision
- 1978 : Schwarz und weiß wie Tage und Nächte

## Distinctions
- 1985 : Statuette de Joakim Vujić, attribuée par le théâtre Knjaževsko-srpski